# Evangelisch-lutherische Kirche (Ufa)

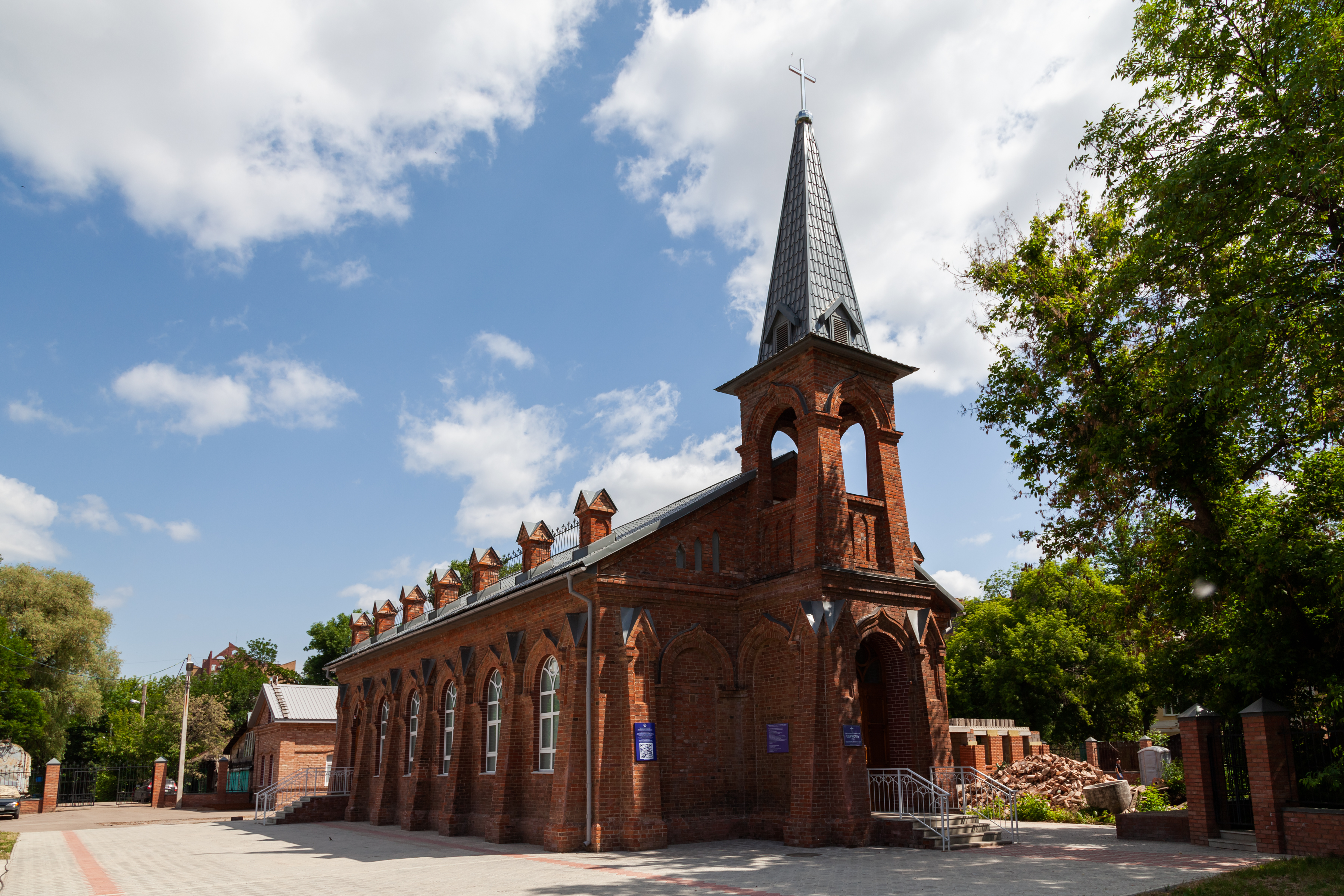
Evangelisch-lutherische Kirche in Ufa

Die Evangelisch-lutherische Kirche Ufa (russisch Евангелическо-Лютеранская церковь) liegt in Ufa in der Nähe des Jakutow-Parks (Парк им. И. Якутова).

## Geschichte
Nach der Ansiedlung evangelischer Deutscher wurde der Ort nach Orenburg eingepfarrt. Der Orenburger Pfarrer kam jedoch nur einmal im Jahr nach Ufa. Erst 1860 wurde eine zweite jährliche Amtsreise bewilligt.
Die Kirche in Ufa wurde am 21. Januar 1910 von Gouverneur A. S. Kljutscharow inspiziert und am Sonntag, dem 31. Januar 1910 mit einem Gottesdienst von Pfarrer Engelhard aus Samara eingeweiht. Der Gottesdienst wurde in deutscher, lettischer und estnischer Sprache abgehalten, da die Gemeindemitglieder nicht nur deutschsprachige waren, sondern zum Teil auch aus dem Baltikum stammten. Von 1910 bis 1917 war Johann Nedel Pfarrer der Gemeinde.
Im Juli 1930 wurde der Kirchenbau profaniert und an die Ufaer Maschinenreparaturwerke übergeben, danach mehrmals umgebaut und bis zum Jahr 2000 als Lagerhaus genutzt.
Im August 2000 wurde der Bau auf Anordnung der Regierung der Republik Baschkortostan an die evangelisch-lutherische Gemeinde von Ufa zurückgegeben. Pastor Peter Lohman engagierte sich für die Wiederbelebung der Gemeinde. Am 10. März 2001, dem ersten Jahrestag der Wiederbelebung der evangelisch-lutherischen Gemeinde von Ufa wurde Heinrich Minich vom stellvertretenden Bischof der evangelisch-lutherischen Kirche des europäischen Teils Russlands, Dietrich Hallmann, zum dortigen Pfarrer ernannt. Die Gemeinde arbeitet mit dem kulturell-pädagogischen Verband der Deutschen der Republik Baschkortostan „Wiedergeburt“ in verschiedenen Arbeitsbereichen zusammen.
Heute ist die deutsche Sprache in der kleinen Gemeinde ein vor allem in Bibeltexten und Liedern bewahrter Bestandteil des gottesdienstlichen Lebens.

## Nachweise
1. ↑  Ernst Benz: Oekumenische Studien. S. 58.
2. ↑  История церкви. Abgerufen am 24. Juli 2022.
3. ↑  https://www.freundebaschkortostans.de/lutheraner-in-ufa/

Koordinaten: 54° 44′ 27″ N, 55° 57′ 14,5″ O